# Canton de Kunlong
Le canton de Kunlong est un canton du district de Kunlong (en) dans l'État shan, en Birmanie. La ville principale est Kunlong, située près du fleuve Salouen.

## Source
- (en) Cet article est partiellement ou en totalité issu de l’article de Wikipédia en anglais intitulé « Kunlong Township » (voir la liste des auteurs).